# Тибо (граф Шалона)
Тибо де Семюр (фр. Thibaud de Semur) или Тибо де Шалон (фр. Thibaud de Chalon; ок. 990 — ок. 1065, Тулуза) — граф Шалона с 1039, сын Жоффруа I, сеньора де Семюр-ан-Брионне и Матильды (Маго) де Шалон, дочери Ламберта, графа Шалона.

## Биография
Тибо наследовал в Шалоне своему дяде по матери, Гуго I, графу Шалона и епископу Осера. Тибо продолжил политику покровительства своих предшественников по отношению к аббатству Клюни, а также поддерживал монастырь Парэ-ле-Моняль и в Отёнской епархии.
Во внешней политике Тибо поддержал герцога Бургундии Роберта I по поводу спора о границе между владениями герцога и графства Осер, принадлежавшего графу Невера Рено I, а затем с его сыну Гильому I. В 1058 году Тибо напал на замок Круази в Осере и сжёг его.
Во время правления Тибо в его владениях дважды проходили церковные соборы. Так в 1056 год в Шалоне прошел церковный собор под предводительством папского легата Гильдебранда и в присутствии аббата Клюни Гуго де Семюр, племянника Тибо. На нем епископ Шалона Ги был обвинен в симонии и, несмотря на защиту графа Тибо, признан виновным и смещен с поста. В августе 1063 года состоялся еще один собор. Его целью было разобрать жалобу клюнийских монахов на притеснения со стороны епископа Макона.
Тибо умер около 1065 года в Тулузе, наследовал ему единственный сын Гуго II.

## Брак и дети
Жена: Ирментруда. Дети:
- Гуго II (ок. 1022 — 1079), граф Шалона с 1065
- Адель (ум. после 1080); муж: Гильом II (ум. после 1083), сеньор де Тьер
- Ирменгарда; муж: Гумберт I (ум. ок. 1083), сеньор де Бурбон-Ланси